# Мыгжа
Мыгжа — село в Сретенском районе Забайкальского края России. Входит в состав сельского поселения «Чикичейское».

## География
Село находится в западной части района, вблизи истока реки Мыгжи (левый приток Шилки), на расстоянии примерно 20 километров (по прямой) к северо-западу от города Сретенска. Абсолютная высота — 706 метров над уровнем моря.
Климат
Климат характеризуется как резко континентальный с продолжительной холодной малоснежной зимой и коротким тёплым летом. Среднегодовая температура воздуха составляет −5,3 — +3 °С. Средняя многолетняя температура самого холодного месяца (января) составляет −28 — −24 °С (абсолютный минимум — −55 °С), температура самого тёплого (июля) — 16 — 19 °С (абсолютный максимум — 40 °С). Безморозный период длится в течение 80 — 100 дней. Среднегодовое количество осадков — 350—400 мм.
Часовой пояс
Село Мыгжа находится в часовой зоне МСК+6. Смещение применяемого времени относительно UTC составляет +9:00.

## История
По состоянию на 1851 год входило в качестве посёлка в состав станицы Спасской (позднее — Курлычинской) 3-го отдела (с 1898 года — 4-го военного отдела) Забайкальского казачьего войска. В 1897 году в селе насчитывался 31 двор. В 1920-х года была организована сельскохозяйственная артель «Труд», позднее преобразованная в отделение колхоза «Дружба».

## Население
| 1989 | 2002 | 2010 | 2021 |
| ---- | ---- | ---- | ---- |
| 20   | ↘11  | →11  | ↘7   |

Половой состав
По данным Всероссийской переписи населения 2010 года в гендерной структуре населения мужчины составляли 36,4 %, женщины — соответственно 63,6 %.
Национальный состав
Согласно результатам переписи 2002 года, в национальной структуре населения русские составляли 100 % из 11 чел.